# 2024 a kriminalisztikában
Ez a lap 2024 jelentősebb bűnügyeit és pereit, illetve azokkal kapcsolatos információkat sorol fel.

## Események
- április 29. – A Győr-Moson-Sopron vármegyei Bőny általános iskolájában egy 12 éves rétalapi kislány késsel szívtájékon szúrta vele egykorú, szintén rétalapi osztálytársát, aki azonban túlélte a támadást.[1]
- május 15. – A szlovákiai Trencséni kerületben lévő Nyitrabányán a 71 éves Juraj Cintula tűzfegyverrel életveszélyesen megsebesítette Robert Fico miniszterelnököt.[2][3]

- július 13. – Thomas Matthew Crooks a Pennsylvania állambeli Butler közelében egy kampányeseményen AR–15 típusú félautomata fegyverrel rálőtt Donald Trump volt amerikai elnökre, a Republikánus Párt elnökjelöltjére, aki a jobb fülén szenvedett kisebb sérülést.[4][5][6]

- szeptember 27. – A Pest vármegyei Alsónémediben egy, az 50 kilométer per órás megengedett legnagyobb sebességhatár több mint duplájával hajtó BMW a Haraszti út és a Hunyadi utca kereszteződésében összeütközött egy Opel Meriva személygépkocsival, melynek utasai, a Jóban Rosszban című sorozatból ismert Sallai Nóra színésznő és 5 éves kisfia, Bende életveszélyes sérüléseket szenvedtek, és később a kisfiú a kórházban elhunyt.[7][8][9]